# (35496) 1998 FC33
1998 FC33 (asteroide 35496) é um asteroide da cintura principal. Possui uma excentricidade de 0.04677520 e uma inclinação de 22.06732º.
Este asteroide foi descoberto no dia 20 de março de 1998 por LINEAR em Socorro.